# أطيش أبوت
أطيش أبوت (الاسم العلمي: Papasula abbotti)، طائر بحري مهدد بالانقراض من فصيلة الأطيشية. تم التعرف عليها لأول مرة من عينة جمعها ويليام لويس أبوت، الذي اكتشفها في جزيرة أسمپشن السيشلية في عام 1892.
هو الأطيش الوحيد الذي يقتصر وجوده على موقع واحد، على الرغم من أن توزيعه السابق كان يغطي مواقع كثيرة من المحيطين الهندي والهادئ. هناك أدلة أحفورية على وجودها السابق في جنوب المحيط الهادئ، وهناك تقارير عن شهود عيان التي تفيد بأنه هذه الطيور كانت تتكاثر سابقًا في جزر ماسكارين. في أبريل 2007، تم تصوير أحد أنواع هذه الطائر في مستعمرة روتا في المحيط الهادئ، وشوهد الطائر ذاته بشكل متقطع في المستعمرة هناك حتى عام 2011 على الأقل (Pratt in press).